# 七ヶ浜町立向洋中学校
七ヶ浜町立向洋中学校（しちがはまちょうりつ こうようちゅうがっこう）は、宮城県宮城郡七ヶ浜町遠山一丁目にある町立中学校。

## 学校教育目標

### 教育目標
「輝く瞳とほほえみあふれる生徒の育成」

### 校訓
- 自律・友情・忍耐

## 沿革
- 1990年（平成2年）4月1日 - 七ヶ浜町立七ヶ浜中学校より分離開校[1]

## 学区
- 七ヶ浜町立汐見小学校、七ヶ浜町立松ヶ浜小学校(松ヶ浜、湊浜地区)学区